# Arouna Koné
Arouna Koné (ur. 11 listopada 1983 w Anyamie) – piłkarz pochodzący z Wybrzeża Kości Słoniowej występujący na pozycji napastnika w VK Weerde i reprezentacji Wybrzeża Kości Słoniowej.

## Kariera klubowa
Arouna Koné rozpoczynał karierę w lokalnym klubie w Wybrzeżu Kości Słoniowej. W 2000 roku był na testach w RC Lens, jednak nie podpisał z nim kontraktu i w 2002 przeniósł się do belgijskiego Lierse SK. W 2003 podpisał kontrakt z Rodą JC Kerkrade, w której strzelał wiele bramek, co zaowocowało transferem do PSV Eindhoven, z którym w 2006 i 2007 wywalczył mistrzostwo Holandii i występował w Lidze Mistrzów UEFA. 30 sierpnia 2007 podpisał 5-letni kontrakt z klubem hiszpańskiej ekstraklasy Sevilla FC. Podczas pobytu w Sevilli Arouna wypożyczany był do Hannoveru 96 oraz Levante UD. W sezonie 2012-13 reprezentował barwy Wigan. W sezonie 2012/13 kiedy to Wigan spadło z angielskiej Premier League Koné odszedł z klubu. W lipcu 2013 roku podpisał trzyletni kontrakt z angielskim Evertonem.

## Kariera reprezentacyjna
Koné występował już w juniorskich reprezentacjach Wybrzeża Kości Słoniowej. W 2003 był w składzie drużyny na Mistrzostwa Świata U-20. W pierwszej drużynie występował już w eliminacjach do Mistrzostw Świata 2006 i w turnieju finałowym Pucharu Narodów Afryki 2006, na których jego drużyna zajęła 2. miejsce. W 2006 zaliczył również występy na Mistrzostwach Świata w Niemczech, z których jego drużyna odpadła już po fazie grupowej.

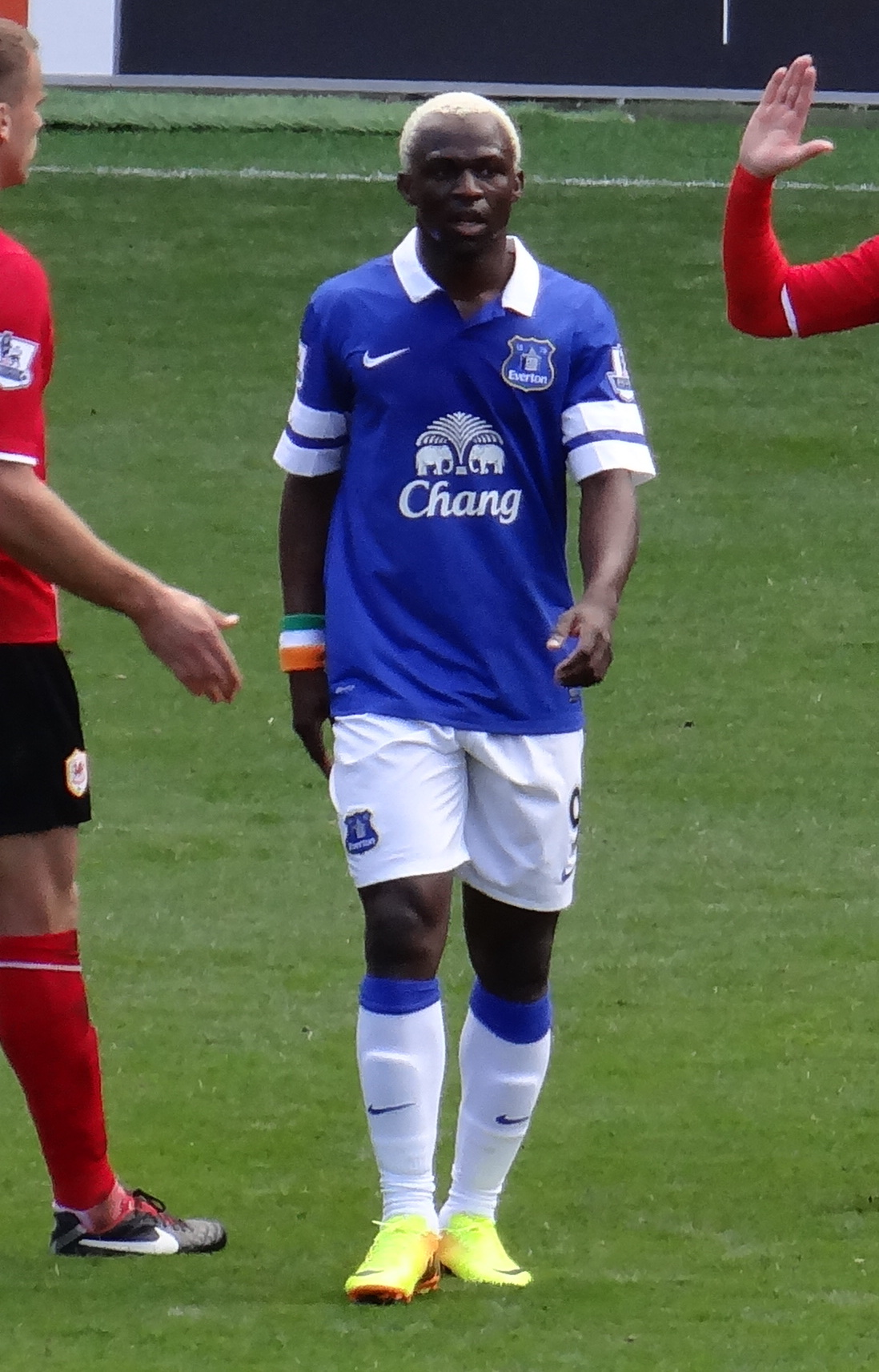
Kone w Everthonie